# كأس أوغندا 1998
كأس أوغندا 1998 (بالإنجليزية: 1998 Uganda Cup)‏ هو موسم من كأس أوغندا. فاز فيه نادي ناكيفوبو فيلا.